# Baike.com
Baike.com (chinesisch 互动百科, Pinyin Hùdòng Bǎikē, früher Hudong und Hoodong) ist ein kommerzielles soziales Netzwerk in China sowie die weltgrößte chinesischen Enzyklopädie und eine Nachrichten-Website. Es ist zusammen mit Baidu Baike eines der zwei größten Wikis in China. Die Enzyklopädie gibt an, mehr als 18 Mio. Artikel (2020) und mehr als 5 Mio. ehrenamtliche Autoren (April 2013) zu haben.

## Geschichte
Baike.com wurde 2005 von Pan Haidong gegründet, Pan war nach dem Promotionsstudium in systems engineering an der Boston University 2002 nach China zurückgekehrt.
Baike.com gilt als 2007 RedHerring 100 Asia Company. Die Firma entwickelte eine eigene Wiki-Software-Plattform, HDWiki, als Rivale zu MediaWiki. Das System verfügt über einige Eigenschaften eines Sozialen Netzwerks, wie Nutzerprofil, Freundes-Verlinkungen und Gruppen. Die erste Version wurde im November 2006 veröffentlicht und im November 2007 wurde bereits Version 3 mit zusätzlichen Funktionen, Besonderheiten und besserer Stabilität veröffentlicht.
Die HDWiki-Software ist eine freie Software für die nichtkommerzielle Nutzung und wurde 200.000 heruntergeladen und dient auch für weitere Websites in China als Plattform. Sie wird vor allem von Technikforschern, Open-Source-Software-Gruppen, der Regierung, den Universitäten und Studenten genutzt.
2011 wurde bekannt, dass Draper Fisher Jurvetson $15 Mio. in Baike.com investiert hat.
Am 22. Februar 2012 reichte Baike.com eine Beschwerde bei der Staatlichen Verwaltung für Industrie und Handel (国家工商行政管理总局, guójiā gōngshāng xíngzhèngguǎnlǐ zǒngjú, en.: State Administration for Industry and Commerce) ein gegenüber der Plattform Baidu und forderte eine Überprüfung des Geschäftsgebarens von Baidu, da sie dieser Monopolismus vorwarf.
Im Dezember 2012 änderte die Firma ihren englischen Namen von Hudong zu Baike.com.
2019 wurde das Unternehmen von ByteDance übernommen.

## Eigenschaften
Baike.com ist ein Wiki und erlaubt seinen Nutzern Material zu bearbeiten und beizusteuern. Häufige Nutzer können Guthaben sammeln, welches sie gegen Geschenke eintauschen können. Die Plattform verfügt auch über einige Eigenschaften von Sozialen Netzwerken, inklusive Chat-Foren und Fan-Gruppen. Baike.com ist eine gewinnorientiertes Unternehmen, welches teilweise durch Spenden und kostenpflichtige Supportdienste finanziert wird. Nutzer überlassen Baike.com eine dauerhafte kostenlose Lizenz (perpetual royalty-free license) Inhalte zu veröffentlichen und wieder zu verwenden; die Plattform veröffentlicht jedoch nicht unter Freien Lizenzen und erlaubt keine Nutzung von Inhalten auf anderen Seiten.